# Вилијамс (Јужна Каролина)
Вилијамс (енгл. Williams) град је у америчкој савезној држави Јужна Каролина.

## Демографија
По попису из 2010. године број становника је 117, што је 1 (0,9%) становника више него 2000. године.
| Група             | 2000.      | 2010.      |
| Белци             | 62 (53,4%) | 69 (59,0%) |
| Афроамериканци    | 52 (44,8%) | 37 (31,6%) |
| Азијати           | 0 (0,0%)   | 0 (0,0%)   |
| Хиспаноамериканци | 1 (0,9%)   | 7 (6,0%)   |
| Укупно            | 116        | 117        |